# الهامل
الهامل هي بلدة وبلدية تابعة لولاية المسيلة الجزائرية. وفقا لتعداد عام 2008 بلغ عدد سكانها 11,018 نسمة.

## الموقع جغرافي
تبعد عن بوسعادة بـ10 كلم. علي الطريق الوطني رقم 89 الرابط بين دائرة بوسعادة ودائرة عين الملح وتبعد عن الجزائر العاصمة ب 256 كم.
وتنتمي قرية الهامل إلي سلسلة جبال الزاب الأطلس الصحراوي كما يحدها من الجهة الشمالية الشرقية جبل سمساد وارتفاعها 1003م. يحدها من الجهة الغربية جبل عمران ومن الشمال جبل الأخناق أما من الجهة الجنوبية فيحدها دائرة جبل امساعد (عين أغراب).

## شخصيات
- محمد بن أبي القاسم الهاملي
- زينب القاسمي
- محمد مأمون القاسمي
- محمد قاسمي (كاتب جزائري)